# Pseudocomeron luzonicum
Pseudocomeron luzonicum är en skalbaggsart som beskrevs av Stefan von Breuning 1963. Pseudocomeron luzonicum ingår i släktet Pseudocomeron och familjen långhorningar.
Artens utbredningsområde är Filippinerna. Inga underarter finns listade i Catalogue of Life.